# 舞后
《舞后》（韓語：댄싱퀸）是2012年韓國一部由嚴正化與黃晸玟主演的愛情喜劇，描述一對平凡的夫妻決定打破一成不變的生活，並尋回自己失去的夢想。黃晸玟意外參與了首爾市市長的選舉，其妻嚴正化則決定成為一名流行歌手。本片由JK Film製作，於2012年1月18日由CJ Entertainment發行。

## 劇情
嚴正化（與飾演其的演員同名）年少時曾夢想成為一名流行歌手，但在與黃正民（亦由同名演員飾演）結婚後漸漸放棄了這個夢想。雖然黃正民是一名律師，收入卻十分有限，經常為付房租而苦惱。有一天，黃晸玟等火車時意外地拯救了一名喝醉跳軌的人而在媒體上成名，他的英雄事蹟被政治界的友人看上，而被徵召參選首爾市長。而同時，嚴正化也被經紀公司相中，而得到了進入演藝圈的大好機會，她一度為了丈夫而放棄自己的夢想，最後得到丈夫的支持，了解到兩人的夢想並沒有衝突並一起為想要的人生而努力。

## 演員
- 嚴正化 飾 嚴正化[4]
- 黃晸玟 飾 黃晸玟
- 鄭成華 飾 鍾燦
- 羅美蘭 飾 明愛
- 李漢偉 飾 汉威
- 李對淵 飾 弼帝
- 鄭奎洙 飾 明九
- 徐東沅 飾 政哲
- 金英善 飾 黃晸玟的母親
- 權炳吉 飾 嚴正化的父親
- 成秉淑 飾 嚴正化的母親
- 汝茂英 飾 政黨領袖
- 千寶根 飾 童年晸玟
- 馬東錫 飾 同志情侶（客串）
- 李孝利 飾 Superstar K的評審（客串）
- 吉 飾 Superstar K的評審（客串）

## 製作
本片是嚴正化與黃正民的第三次合作，2005年兩人即在《我生命中最美的一週》合作，嚴飾演一名精神科醫生，黃則飾演一名勇武的刑警，兩人的愛情火花當時即造成了不錯的票房。2009年兩人又在《情慾五感圖》中合作。

## 迴響
本片被 稱許成功的反映了社會議題。《韓國時報》的一篇影評指本片有趣之處是其試圖去檢視夫妻彼此的夢想產生衝突時內心的矛盾。《好萊塢報導》也稱本片十分精練地傳達了微妙的主旨，有些笨拙卻不失魅力的演技與震撼的主題曲也都可圈可點。
根據韓國電影振興委員會的數據，本片是2012年第一季觀賞人數次多的電影，總計有400萬人次，在發行的第一週就創下了93億韓元的票房並名列第一，發行七週後票房達到300億韓元。
本片也獲百想藝術大賞與青龍電影獎等韓國電影獎項提名，其中嚴正化以本片獲得第48屆百想藝術大賞的最佳女演員獎。

## 外部連結
- 官方网站 
- Dancing Queen的Facebook專頁 
- 韩国电影数据库（KMDb）上《Dancing Queen》的資料
- 互联网电影数据库（IMDb）上《Dancing Queen》的资料（英文）